# Кейвуд (Кентуккі)
Кейвуд (англ. Cawood) — переписна місцевість (CDP) в США, в окрузі Гарлан штату Кентуккі. Населення — 630 осіб (2020).

## Географія
Кейвуд розташований за координатами 36°47′30″ пн. ш. 83°13′57″ зх. д. / 36.79167° пн. ш. 83.23250° зх. д. (36.791640, -83.232631).  За даними Бюро перепису населення США в 2010 році переписна місцевість мала площу 3,78 км², з яких 3,78 км² — суходіл та 0,00 км² — водойми.

## Демографія
Згідно з переписом 2010 року, у переписній місцевості мешкала 731 особа в 292 домогосподарствах у складі 210 родин. Густота населення становила 193 особи/км².  Було 323 помешкання (85/км²).
Расовий склад населення:
| - 99,0 % — білих - 0,1 % — чорних або афроамериканців - 0,1 % — азіатів |

До двох чи більше рас належало 0,4 %. Частка іспаномовних становила 0,5 % від усіх жителів.
За віковим діапазоном населення розподілялося таким чином: 24,1 % — особи молодші 18 років, 63,2 % — особи у віці 18—64 років, 12,7 % — особи у віці 65 років та старші. Медіана віку мешканця становила 37,0 року. На 100 осіб жіночої статі у переписній місцевості припадало 97,0 чоловіків;  на 100 жінок у віці від 18 років та старших — 96,1 чоловіків також старших 18 років.
Середній дохід на одне домашнє господарство  становив 32 398 доларів США (медіана — 21 071), а середній дохід на одну сім'ю — 36 273 долари (медіана — 28 269). За межею бідності перебувало 32,0 % осіб, у тому числі 42,5 % дітей у віці до 18 років та 18,9 % осіб у віці 65 років та старших.
Цивільне працевлаштоване населення становило 120 осіб. Основні галузі зайнятості: фінанси, страхування та нерухомість — 28,3 %, роздрібна торгівля — 20,8 %, транспорт — 19,2 %.